# Falsa Creu
La Falsa Creu és un asterisme visible en l'hemisferi austral que s'hi troba entre les constel·lacions de la Vela i la Quilla, ambdues part de l'antiga Nau Argos.
El seu nom prové del fet que la Falsa Creu és confosa en ocasions amb la constel·lació de la Creu del Sud (Crux), la qual és més petita i lluminosa; aquesta confusió es veu afavorida pel fet que tots dos grups d'estels s'hi troben a una declinació similar, tenen una orientació gairebé igual, i s'hi troben a poca distància en el cel.

## Observació
L'asterisme s'hi pot observar bé des de latituds tropicals boreals, car és circumpolar en gran part de l'hemisferi sud. Els seus quatre estels, dos grups de dos estels de Vela i Quilla, eren ja coneguts per les grans civilitzacions de l'antiguitat car a causa de la precessió dels equinoccis, aquests estels estaven per sobre de l'horitzó en molts llocs al voltant de la Mediterrània.

## Característiques
Els estels que formen l'asterisme són κ Velorum i δ Velorum, al nord, i Aspidiske (ι Carinae) i Avior (ε Carinae), al sud. Són estels de diferent color i tipus espectral, sent blau el primer, blanc-groguencs els dos següents i ataronjat l'últim. La Via Làctia passa enmig de l'asterisme, en un tram enfosquit per pols interestel·lar, però ric en objectes com cúmuls oberts, destacant IC 2391, visible cap al nord-oest.